# Metabiantes longipes
Metabiantes longipes is een hooiwagen uit de familie Biantidae.